# Valle Gran Rey
Valle Gran Rey er en kommune i det sydvestlige Spanien på øen La Gomera i provinsen Santa Cruz de Tenerife, De Kanariske Øer. Den har et indbyggertal på 4.854 (2024) indbyggere.